# Råglandaberget
Råglandaberget är ett naturreservat i Karlstads kommun i Värmlands län.
Området är naturskyddat sedan 1999 är 11 hektar stort. Reservatet omfattar nordvästra delen av berget med detta namn och består av barrblandskog.